# کلی هابلی
کلی هابلی (انگلیسی: Kelli Hubly؛ زادهٔ ۹ اوت ۱۹۹۴) بازیکن فوتبال اهل ایالات متحده آمریکا است.
از باشگاه‌هایی که در آن بازی کرده‌است می‌توان به باشگاه فوتبال پورتلند تورنز اشاره کرد.
وی همچنین در تیم ملی فوتبال United States U17 بازی کرده‌است.